# Jabłonica (województwo mazowieckie)
Jabłonica – wieś w Polsce położona w województwie mazowieckim, w powiecie przysuskim, w gminie Wieniawa. Leży nad rzeką Radomką. Ma status sołectwa.
Prywatna wieś szlachecka, położona była w drugiej połowie XVI wieku w powiecie radomskim województwa sandomierskiego. W latach 1975–1998 miejscowość administracyjnie należała do województwa radomskiego.
Wierni Kościoła rzymskokatolickiego należą do parafii św. Katarzyny w Wieniawie.